# 古方派
古方派（こほうは）は、江戸時代に起こった漢方医学の一派である。古医方派（こいほうは）ともいう。古方派の観点は古の聖人の医学を今の時代に再現するという点にある。江戸時代の古方派は、『傷寒論』・『金匱要略』の薬方を重視したが、必ずしもそれのみを使用したということはできない。共通して言えることは、程度の差はあるものの、宋より後に起こった中国の病埋論、薬理論に対して批判的であったということである。

## 概要
名古屋玄医は中国で起こった易水学派と錯簡重訂学派の影響をうけ、扶陽抑陰を治療指針とする独自の生命観に立って古典への回帰を説いた。その延長線上の一つに『傷寒論』・『金匱要略』があった。名古屋玄医は日本で最初の『金匱要略』注解書を著した。名古屋玄医の『丹水子』には「沫泗の間、古は楊墨路に塞る。盂子辞して之を闢いて廓如たり。南陽の岐、後に路に塞る者は劉朱の徒にして、陰虚の説を言う者、是なり。我ひそかに盂子に比す」と記される。この名古屋玄医による学説は伊藤仁斎の古義学＝古学の台頭（宋学（宋代儒学）の代表である理論的な朱子学への批判）とほぼ時期を同じくしている。
古方派の医者として、誰が含まれるかさまざまな説があり、一定していないが、江戸時代を代表する古方四大家としては、後藤艮山・香川修庵(香川修徳とも)・松原一閑斎・山脇東洋の4名が揚げられる。（香川修庵・山脇東洋・松原一閑斎・吉益東洞の四名を古方四大家とする説もある。）
後藤艮山は一気留滞説を提唱した。食事療法、灸、熊胆、蕃椒、温泉、懸瀑、順気剤、民間療法などの多岐にわたる治療法を行った。
後藤艮山の門人である山脇東洋は、『外台秘要方』復刻に努力した。東洋は「古の道に拠って今の術を採る」を目標とした。東洋の処方には、外台秘要方由来の処方も多くみられる。
後藤艮山と伊藤仁斎の門人である香川修庵は、『傷寒論』をも批判の対象とした。修庵は「孔子の聖道と医術の本は一つ」として一本堂を号した。『傷寒論』が太陽・陽明・少陽・太陰・少陰・厥陰に病を分けて論じているのを観念の産物として批判し、信奉するに足る古典や先人は遂に見出し得なかったとして「自我作古」の言を述べた。
有馬凉及に医を学び、伊藤仁斎の儒を批判的に継いだのが並河天民である。この並河天民の門人である松原一閑斎は、「古方四大家」とか「古方五大家」のひとつに数えられた。一閑斎の弟子として集まったものは数百人に及んだ。門人らはいつも著書をして欲しいと勧めたが、「世の人が一知半解にして、人を誤ること甚じるしい」と嫌い、終身、一書も著さなかった。
徳川吉宗・家重の時代に吉益東洞が『類聚方』などを表して確立した。
名前のついている薬方（処方）は、吉益東洞の『類聚方』でわずか200種あまりである。吉益の処方は、後世の薬方に比べると、発汗・吐瀉・下痢などの激しい反応を起こすことがよくあったが、吉益はこうした「めんげん（瞑眩反応」とよばれる現象をかえって歓迎し、治療の実績を上げた。
他に後藤慕庵・後藤椿庵・後藤古漁・香川景与・山脇東門・福島芳翁・合田求吾・藤村直香（九皐）・松原敬輔・松原周治・長井俊 ・栗山幸庵・内藤希哲・吉益南涯・岑少翁・吉益羸斎・吉益北州・和田東郭・中川舟亭・村井琴山・中神琴渓・中西深斎・宇津木昆台・和田元庸・永富独嘯庵・難波抱節・亀井南冥・尾台半橋・古矢知白・尾台浅岳などがこの古方派の流れを汲むものである。これらの人には、折衷派とされる人々が含まれる。したがって、折衷派にも個々によりかなりの差があり、厳密に区別することは難しい。さまざまな言い方があるが実証主義の観点から蘭学の要素も取り入れた漢蘭折衷派に数えられる華岡青洲もこの古方派の流れに属する。幕末には、尾台浅岳の弟子の尾台榕堂が優れた古方家として知られた。